# 芒德赖
芒德赖（法語：Mandray，法語發音：[mɑ̃dʁɛ] ⓘ）是法国大東部大區孚日省的一个市镇，属于孚日圣迪耶区。

## 地理
芒德赖（48°13'6"N, 6°59'45"E）面积12.36 平方千米，位于法国大東部大區孚日省，该省份为法国东北部内陆省份，北起默兹省和默尔特-摩泽尔省，西接上马恩省，南至上索恩省和贝尔福地区省，东临上莱茵省和下莱茵省。
与芒德赖接壤的市镇（或旧市镇、城区）包括：拉克鲁瓦欧米讷、昂特尔德索、弗赖兹、圣莱奥纳尔。

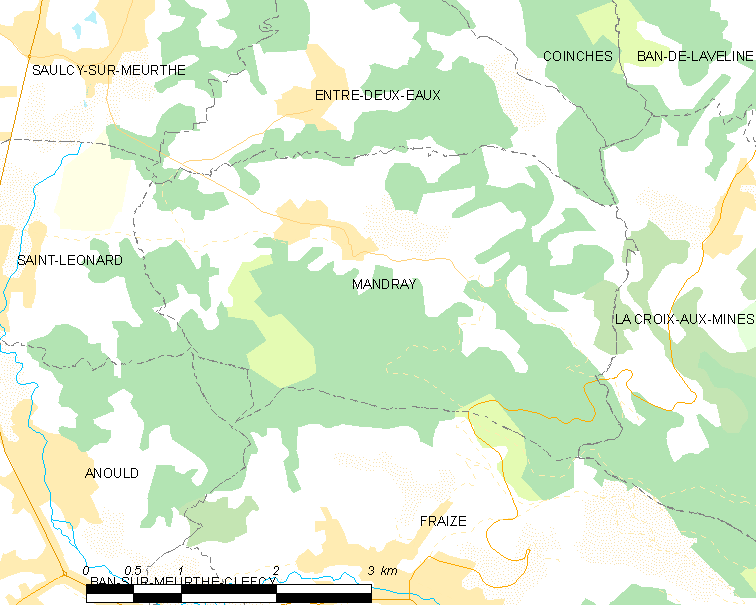
芒德赖的OSM定位图

芒德赖的时区为UTC+01:00、UTC+02:00（夏令时）。

## 行政
芒德赖的邮政编码为88650，INSEE市镇编码为88284。

## 政治
芒德赖所属的省级选区为孚日圣迪耶第二县。

## 人口

1962-2008年间芒德赖人口变化图示

芒德赖于2022年1月1日时的人口数量为590人。